# رابرت کیتسبی
رابرت کیتسبی (به انگلیسی: Robert Catesby) (زادهٔ ۱۵۷۲، درگذشتهٔ ۸ نوامبر ۱۶۰۵) رهبر گروهی از کاتولیک‌های انگلستان بود که طرح توطئه باروت را در سال ۱۶۰۵ در زمان جیمز اول برای ساقط کردن حکومت پروتستان و پارلمان بریتانیا به منظوره رهایی کاتولیک ها از آزار اذیت دولت آن زمان برنامه‌ریزی کرد ،که در نهایت نافرجام ماند.

## زندگی‌نامه
رابرت به احتمال زیاد در شهر یورکشای به دنیا آمد، کیتسبی در نزدیکی آکسفورد تحصیل کرد. خانواده او از کاتولیک‌های برجسته بود، و احتمالاً برای جلوگیری از ادای سوگند برتری پروتستانی‌ها کالج را قبل از گرفتن مدرک خود ترک کرد‌‌. درسالردر سال ۱۶۰۱ او در شورش اسکس شرکت کرد، اما دستگیر و جریمه شد، پس از آن او املاک خود را فروخت.